# والریو موراوشی
والریو موراوشی (انگلیسی: Valeriu Muravschi؛ زادهٔ ۳۱ ژوئیهٔ ۱۹۴۹ – درگذشتهٔ ۸ آوریل ۲۰۲۰) سیاست‌مدار و اقتصاددان اهل مولداوی بود. وی از ۲۸ مه ۱۹۹۱ تا ۱ ژوئیه ۱۹۹۲ نخست‌وزیر این کشور بود.
والریو موراوشی در ۸ آوریل ۲۰۲۰، در سن ۷۰ سالگی درگذشت.